# Schuhhof 4 (Quedlinburg)

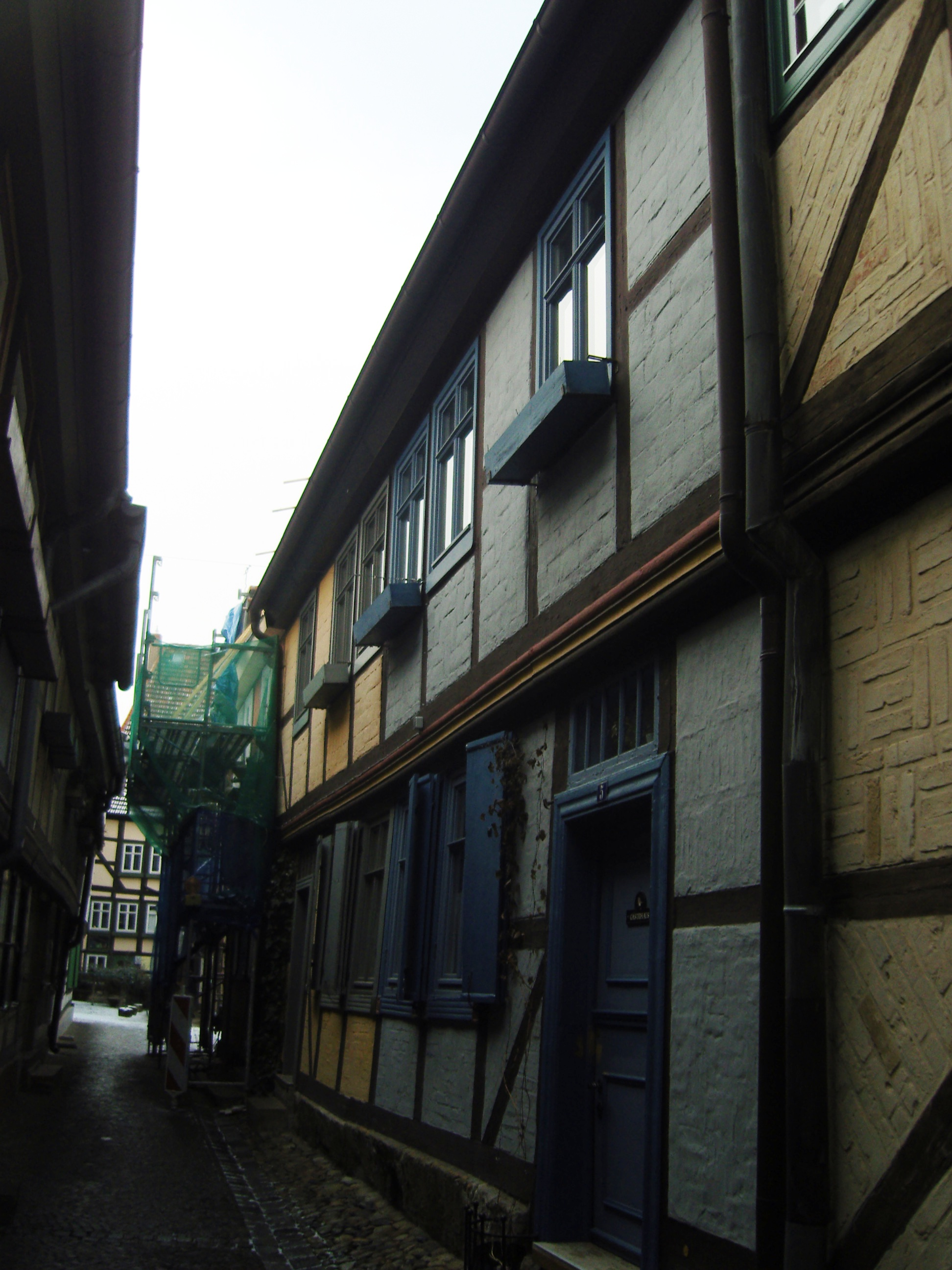
Haus Schuhhof 4 (hinten)

Das Haus Schuhhof 4 ist ein denkmalgeschütztes Gebäude in der Stadt Quedlinburg in Sachsen-Anhalt.

## Lage
Es befindet sich in einer kleinen Gasse östlich des Quedlinburger Marktplatzes. Westlich grenzt das gleichfalls denkmalgeschützte Haus Schuhhof 3, östlich das Haus Schuhhof 5 an.

## Architektur und Geschichte
Es ist im Quedlinburger Denkmalverzeichnis als Handwerkerhaus eingetragen und gehört zum UNESCO-Weltkulturerbe. Das kleine zweigeschossige Fachwerkhaus entstand in der Zeit um 1760. An der Fachwerkfassade findet sich eine Profilbohle. Das Gebäude ist weitgehend in seinem ursprünglichen Erscheinungsbild erhalten.